# Bezirk Tērvete
Der Bezirk Tērvete (Tērvetes novads) war ein Bezirk in Lettland, der von 2002 bis 2021 existierte. Bei der Verwaltungsreform 2021 wurde der Bezirk aufgelöst, seine Gemeinden gehören seitdem zum Bezirk Dobele.

## Geographie
Das Bezirksgebiet lag in der Region Zemgale im Süden des Landes an der Grenze zu Litauen.

## Bevölkerung
Der Bezirk Tērvete wurde am 9. Dezember 2002 gegründet und vereinte die Gemeinden Augstkalne, Bukaiši und Tērvete. Sein Zentrum befand sich in Zelmeņi. 2010 waren 4173 Einwohner gemeldet. Die größten Ortschaften waren Kroņauce, Augstkalne, Bukaiši, Tērvete, Zelmeņi, Klūnas, Dzeguzēni und Mežmalieši. Durch das Gebiet fließt die Auce.

## Sehenswürdigkeiten
- Augstkalne-Mežmuiža: Das Herrenhaus des Gutes Grenzhof wurde Ende des 19. Jahrhunderts im neugotischen Stil errichtet. Die ersten Besitzer waren die Lievens. Zum Herrenhaus gehört ein 12 Hektar großer Park. Seit 1954 beherbergt es die Sekundarschule Augstkalne[2]
- Augstkalne-Mežmuižā: Lutherische Kirche: Das erste hölzerne Gebetshaus in der Gemeinde Mežmuiža wurde zwischen 1490 und 1530 von katholischen Mönchen erbaut. 1590 wurde der Bau der heutigen Steinkirche begonnen, die 1648 geweiht wurde.[3]

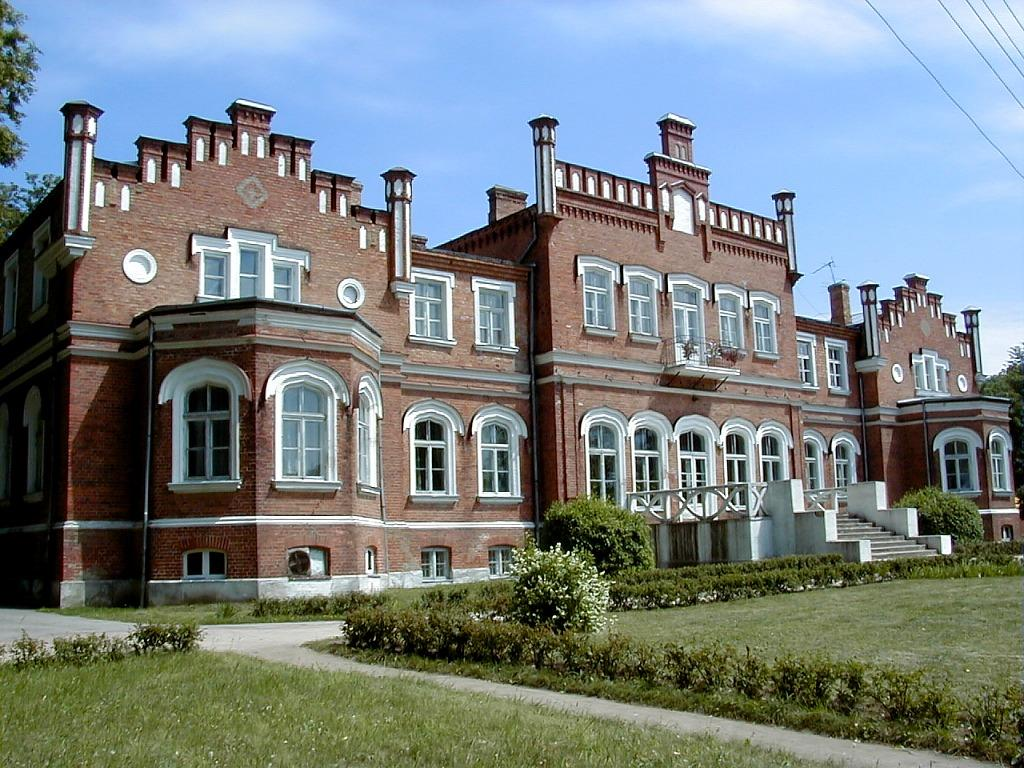
Herrenhaus Grenzhof in Augstkalne-Mežmuiža
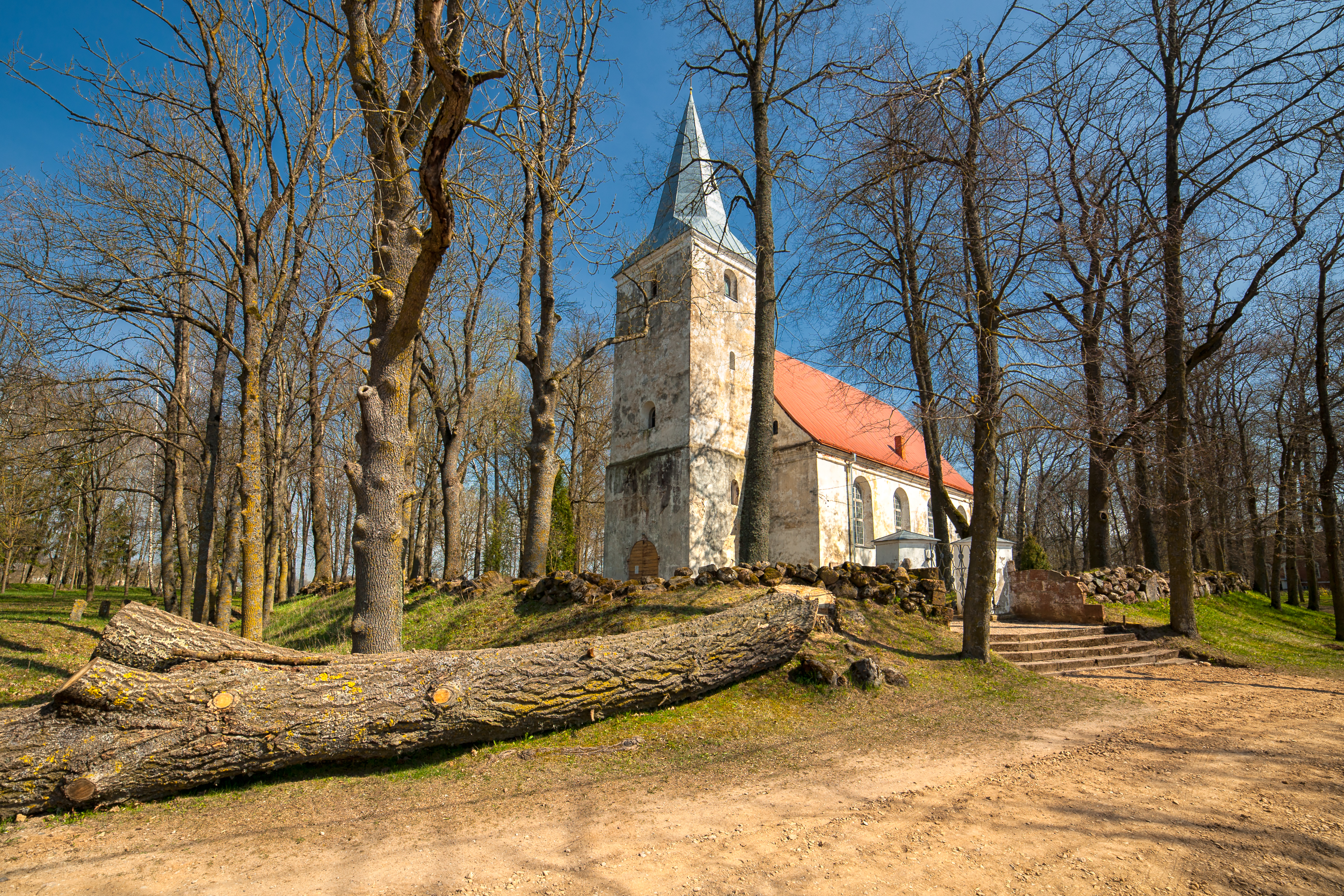
Lutherische Kirche Mežmuiža

## Nachweise
1. ↑  Vides aizsardzības un reģionālās attīstības ministrija (Ministerium für Naturschutz und Regionalentwicklung), Karten und Auflistung der Verwaltungseinheiten, abgerufen am 17. Juli 2021
2. ↑  Archivierte Kopie (Memento des Originals vom 28. Januar 2020 im Internet Archive)  Info: Der Archivlink wurde automatisch eingesetzt und noch nicht geprüft. Bitte prüfe Original- und Archivlink gemäß Anleitung und entferne dann diesen Hinweis.
3. ↑  Archivierte Kopie (Memento des Originals vom 25. Februar 2020 im Internet Archive)  Info: Der Archivlink wurde automatisch eingesetzt und noch nicht geprüft. Bitte prüfe Original- und Archivlink gemäß Anleitung und entferne dann diesen Hinweis.